# 캐스퍼 밴딘
캐스퍼 밴딘(Casper Van Dien, 1968년 12월 18일~)은 미국의 배우이다.

## 작품 목록

### 영화 출연
- 나이트 아이 4 (1996)
- 스타쉽 트루퍼스 (1997)[1]
  - 스타쉽 트루퍼스 3 (2008)
- 꼬마 유령 캐스퍼 2 - 새로운 모험 (1997)
- 꼬마 유령 캐스퍼 3 - 캐스퍼와 웬디 (1998)
- 슬리피 할로우 (1999)
- 레저렉션 2 (2000)
- 뒤로 가는 연인들 (2002)
- 더 팩트 (2012)
- 바디 컬렉션 (2012)
- 알리타: 배틀 엔젤 (2019) - 아모크 역
- Chokehold (2019)
- 데드워터 (2019)
- 더 세컨드 (2020) - 드라이버 역
- 구타유발자 (2022)

### 영화 제작
- 스타쉽트루퍼스 : 침공 (2012)